# Je joue de la musique
Je joue de la musique is een nummer van de Franse zanger Calogero uit 2017. Het is de eerste single van zijn zevende studioalbum Liberté chérie.
Het vrolijke nummer wist de 2e positie te behalen in Frankrijk. De Vlaamse Ultratop 50 werd met een 50e positie net behaald. Hiermee maakte Calogero zijn debuut in deze lijst.